# Antony Blinken
Antony John Blinken (n. 16 aprilie 1962, Yonkers, New York, SUA) este un oficial și diplomat al guvernului american. A fost consilier adjunct pentru securitate națională din 2013 până în 2015 și secretar adjunct de stat din 2015 până în 2017 sub președintele Barack Obama. Blinken a fost ales de președintele ales Joe Biden ca nominalizat pentru funcția de Secretar de Stat al Statelor Unite. Blinken este de origine iudaică.